# Hache d'argent diaphane
Sternoptyx diaphana
Espèce
Statut de conservation UICN

 LC  : Préoccupation mineure
La hache d'argent diaphane (Sternoptyx diaphana) est une espèce de poissons abyssaux appartenant à la famille des sternoptychidés vivant entre 400 et 3 676 m de profondeur. Il s'agit sûrement du premier poisson abyssal à avoir été décrit : en 1781 par Hermann .

## Description
La Hache diaphane mesure environ 4 cm de long. La bouche est presque verticale. La nageoire dorsale a de 9 à 12 rayons, et de 13 à 14 rayons sur la nageoire anale. Les photophores sont situés au niveau des branchies, derrière et sous l'œil et sur la face inférieure du poisson. Les nageoires sont transparentes, la partie dorsale est sombre et les flancs sont argentés,.

## Distribution et habitat
Cette espèce est présente dans tous les océans, dans les eaux tropicales ou tempérées. Elle vit entre 300 et 1500 mètres de profondeur, là où la température est comprise entre 4 et 11 °C.

## Écologie
Le régime alimentaire S. diaphana est composé d'euphausiacés, de petits poissons, de décapodes, de copépodes et d'amphipodes.